# Sofia Halechko
Sofia Halechko, née en 1891 et morte en 1918, est une soldate ukrainienne de la Première Guerre mondiale. Elle est engagée au sein des tirailleurs ukrainiens du Sich (en).

## Biographie
Elle naît en 1891. Elle parle d'abord le polonais, la culture familiale étant ukraino-polonaise. Elle est scolarisée à l'école de filles Juliusz-Słowacki à Lviv, de langue polonaise. Elle étudie ensuite la philosophie à Graz, où elle s'investit dans la Société Sich puis s'engage dans la Première Guerre mondiale. Son petit ami Andriy Kurovets meurt et elle se décide à s'enrôler dans les tirailleurs ukrainiens du Sich (en). Avec Pavlyna Mychailyshyn, elle rejoint les troupes austro-hongroises opposées à l'Empire russe, espérant que cela permettra aux Ukrainiens d'obtenir la liberté.
Les tirailleurs ukrainiens du Sich comptent 2 000 volontaires,. Un certain nombre des nouvelles recrues étudiaient auparavant à l'université.

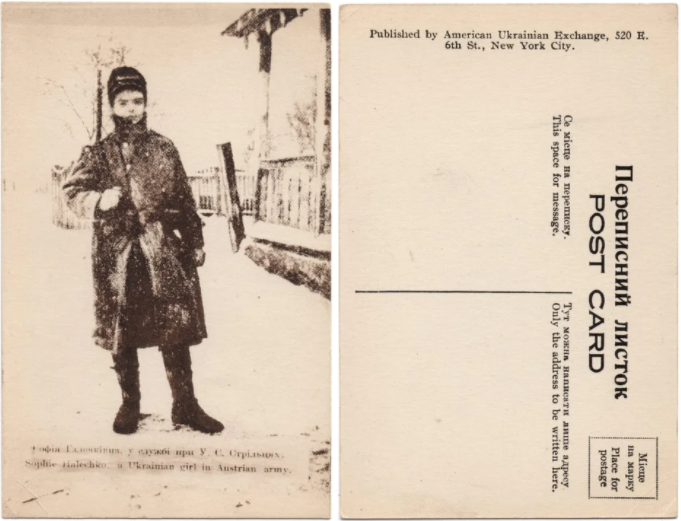
Sofia Halechko sur une carte postale de 1915.

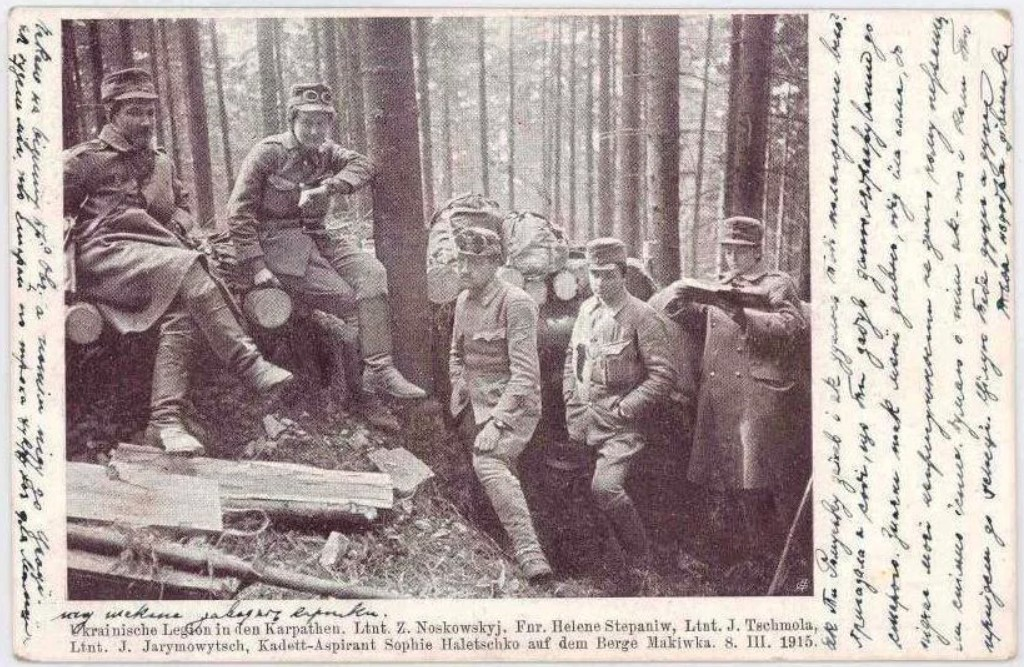
En 1916 Zenon Noskovskyi, Olena Stepaniv, Ivan Tchomla, Ossyp Iarymovytch et Sofia Halechko combattants sur le mont Makivka.

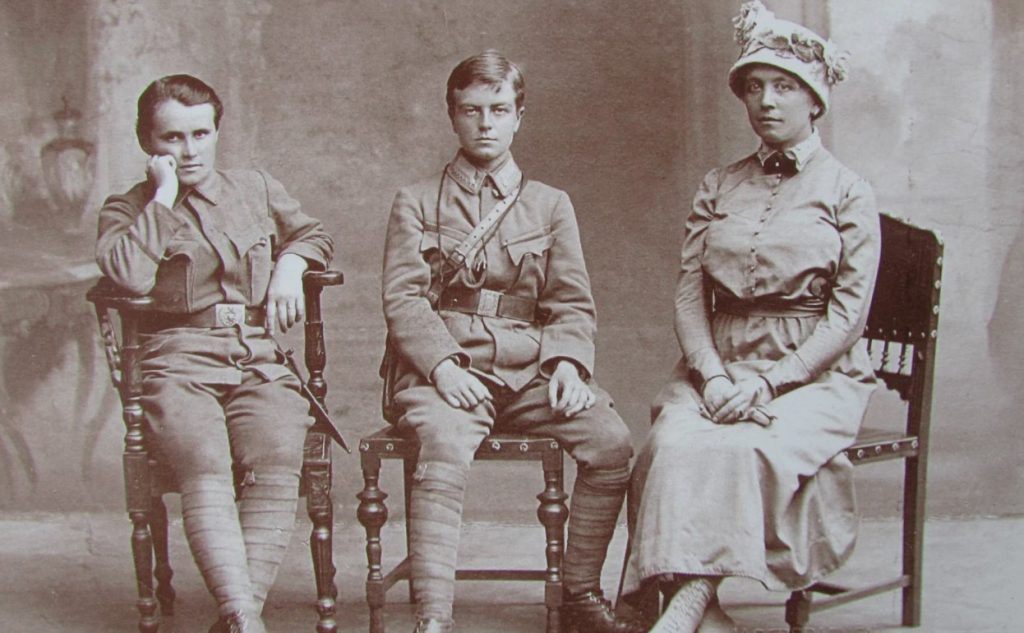
Hanna Dmyterko, Sofia Halechko et Olha Basarab à Vienne en 1917.

Les Austro-Hongrois autorisent ce nouveau régiment d'Ukrainiens, mais ils limitent sa capacité à 2 000 soldats et seulement 60 officiers. Ils ne manquaient pas de volontaires mais craignaient de créer une armée indépendante fidèle à une cause nationaliste. Les armes du régiment dataient de plusieurs décennies. Les tirailleurs étaient surtout des hommes, mais il y avait aussi environ 34 femmes. Hanna Dmyterko, Pavlyna Mychailyshyn, Iryna Kus, Sofia Halechko, Olena Stepaniv et Olha Basarab comptent parmi celles-ci.
Les femmes de l'unité connaissent la notoriété, Olena Stepaniv devenant la plus célèbre. D'autres comme Sofia Halechko figurent sur des cartes postales. Avec Olena Stepaniv, elle est notamment chargée de détachements de tirailleurs, tandis qu'avec Pavlyna Mychailyshyn elle doit empêcher les troupes d'être faites prisonnières par les Russes.
Sofia Halechko meurt en 1918. 60 ans plus tard, son implication dans la guerre est encore évoquée lors d'une réunion d'anciens combattants à Soyiiizivka.